# Viola fedtschenkoana
Viola fedtschenkoana är en violväxtart som beskrevs av Wilhelm Becker. Viola fedtschenkoana ingår i släktet violer, och familjen violväxter. Utöver nominatformen finns också underarten V. f. muzaffarabadensis.